# 鉄腕ジム
『鉄腕ジム』（てつわんじむ、Gentleman Jim）は、1942年に公開されたアメリカ合衆国の映画。監督はラオール・ウォルシュ。ボクシングのヘビー級チャンピオンであったジェームス・J・コーベットの自伝を基にした作品で、主演のエロール・フリンが彼を演じた。
フリンにとって、自身のキャリアの中でこの役はお気に入りの一つであった。

## キャスト
| 役名                      | 俳優                   | 日本語吹替 |
| ------------------------- | ---------------------- | ---------- |
| ジェームス・J・コーベット | エロール・フリン       | 中村正     |
| ヴィクトリア・ウェア      | アレクシス・スミス     | 増山江威子 |
| ウォルター・ローリー      | ジャック・カーソン     | 近石真介   |
| パット・コルベット        | アラン・ヘイル         |            |
| カールトン・デ・ウィット  | ジョン・ローダー       |            |
| ビル・デラニー            | ウィリアム・フローリイ |            |
| バック・ウェア            | マイナー・ワトソン     |            |
| ジョン・L・サリバン       | ワード・ボンド         | 小林清志   |
| アンナ・ヘルド            | マドレーヌ・ルボー     |            |
| ハリー・ワトソン          | リース・ウィリアムズ   |            |
| バーク神父                | アーサー・シールズ     |            |
| マー・コルベット          | ドロシー・ヴォーン     |            |

※日本語吹替：テレビ版・初回放送1970年2月8日『日曜洋画劇場』

## スタッフ
- 監督：ラオール・ウォルシュ
- 製作：ロバート・バークナー
- 脚本：ヴィンセント・ローレンス、ホレイス・マッコイ
- 撮影：シド・ヒコックス
- モンタージュ：ドン・シーゲル
- 音楽：ハインツ・ロームヘルド